# Okrągła (Nawsie Brzosteckie)
Okrągła – część wsi Nawsie Brzosteckie, w województwie podkarpackim, w powiecie dębickim, w gminie Brzostek.
W latach 80. XX w. znaczna część przysiółka Okrągła została włączona w granice Brzostku, ze względu na zlokalizowanie tam obiektów sportowych (ul. Okrągła).